# Impulsiviteit
Impulsiviteit duidt op de neiging tot handelen vanuit plotse opwellingen en niet volgens weloverwogen plannen.

## Algemeen
Impulsiviteit is een veelgebruikt, maar moeilijk te vatten begrip. Er zijn vele aspecten of vormen van impulsiviteit en deze hangen dikwijls niet samen.
Impulsieve personen lijken niet goed in staat hun momentane gedachten of impulsen te onderdrukken en vinden het moeilijk om eerst na te denken voordat zij handelen. In een gesprek kunnen zij bijvoorbeeld er plotseling iets ‘uitflappen’ of een ongepaste opmerking maken. Of ze kunnen plotseling een straat oversteken zonder te kijken. Impulsieve kinderen vinden het moeilijk om hun directe behoeften te onderdrukken of om bij spelletjes hun beurt af te wachten. Zij kunnen bijvoorbeeld speelgoed van andere kinderen afpakken of bij boosheid gaan slaan.

## Verschillende vormen van impulsiviteit
In de psychologie wordt impulsiviteit enerzijds beschouwd als een aspect van iemands persoonlijkheid (of karaktertrek). Men vermoedt daarbij dat impulsiviteit een mengvorm is van verschillende meer fundamentele persoonlijkheidseigenschappen, zoals een aandachtsfactor (gauw verveeld zijn), een motorische factor (overhaast reageren) en een cognitieve factor (onvermogen tot ‘plannen’ van gedrag).
In sommige theorieën wordt een nog fijner onderscheid gemaakt tussen de volgende vier dimensies van impulsiviteit. Deze blijken ten dele te overlappen met het zogeheten Big Five factorenmodel van de menselijke persoonlijkheid (hieronder tussen haakjes weergegeven):
- Urgency, de drang om onlustgevoelens te vermijden, is gerelateerd aan emotionele instabiliteit (Neuroticisme)
- Lack of premeditation, niet vooruit denken, is gerelateerd aan zorgvuldigheid (Consciëntieusheid)
- Lack of perseverance, het onvermogen om doordacht een taak uit te voeren is eveneens gerelateerd aan Consciëntieusheid
- Sensation-seeking, (spanningsbehoefte), de neiging tot riskante acties, is gerelateerd aan Extraversie-introversie

Anderzijds kan impulsiviteit ook situationeel bepaald gedrag zijn. Dat gedrag kan soms ongepast zijn of niet het beste gedrag in de situatie. Soms kan het ook adaptief zijn, zoals in het geval dat een chauffeur plots het stuur omgooit om een voorwerp op de baan te ontwijken.
Gedragsmatig worden recent een zevental vormen van impulsiviteit onderscheiden.

### Overmatige beloningsgerichtheid
Deze vorm van impulsiviteit hangt samen met een verhoogde activiteit van de beloningscentra in de hersenen en een verhoogde reactie op voorwaardelijke en onvoorwaardelijke prikkels die verwijzen naar beloning. Het bekomen van bekrachtiging en vooral dan sociale bekrachtiging staat voorop. Voorbeelden van gedrag in deze categorie zijn gedragingen die te maken hebben met praatzaamheid, assertiviteit, verhoogde energie en activiteitenniveaus. Het kan problematisch worden als men overdreven gedrag gaat stellen in functie van aandacht of goedkeuring. Dit komt vooral bij kinderen voor, doch eveneens bij volwassenen bestaat het. Wanneer het aandachtzoekend gedrag niet tot de verhoopte beloning leidt, kan het meer dwingend of vijandig worden.

### Ineffectief gecontroleerd gedrag
Deze vorm van impulsiviteit wordt ook 'rash impulsivity' of onbezonnenheid genoemd. Deze vorm doet zich voor als de consequenties van gedrag te weinig invloed hebben. De betrokkene is weinig geneigd beloningen op te zoeken of straf te vermijden. Er is een grotere ongevoeligheid hiervoor. Men doet dus maar op, zonder veel te kijken naar de gevolgen van het gedrag. Gedragsstoornissen, antisociaal gedrag en vroeg middelenmisbruik hangen hiermee samen. Ook bij ADHD komt deze vorm vaak voor. Meestal spreekt men dan van externaliserend probleemgedrag. In laboratoriumonderzoek is de tijd die men neemt om te kijken naar feedback over de consequenties van de verschillende gedragsmogelijkheden de beste voorspeller voor deze vorm van impulsiviteit.

### Impulsief gedrag gericht op het verkrijgen van opluchting (experiëntiële vermijding)
Experiëntiële vermijding houdt in dat mensen bepaalde emoties, gedachten of andere belevingen niet willen ervaren en dat ze trachten deze te vermijden, controleren of veranderen. Dit kan leiden tot impulsieve reacties bij emotionele spanning of stress. Zelfverwonding (bijvoorbeeld bij een borderline-persoonlijkheidsstoornis) om opluchting of spanningsontlading te bekomen is hiervan een voorbeeld. Ontwenningsverschijnselen bij druggebruik kunnen eveneens leiden tot impulsief gedrag van deze categorie (met name gedrag om drugs of geld te bekomen). Ook eetbuien kunnen hieronder vallen.

### Impulsiviteit als een sterk reageren op nabije omgevingsprikkels of te beperkt 'regelgeleid gedrag'
Sommige mensen reageren te sterk op alle prikkels uit de omgeving, wat kan overkomen als doelloos, ongericht en ineffectief reageren. Dit is eveneens zeker typisch voor ADHD, maar komt ook daarbuiten voor. Samenhangend hiermee is er vaak een te beperkt regelgeleid gedrag: de verbale controle op het gedrag is te zwak. Het gedrag is meer gekenmerkt door het reageren op allerlei prikkels dan door doelgerichtheid.

### Zwakke inhibitie
Impulsief gedrag kan een teken zijn van te zwakke inhibitie of remming van gedrag, eens dat het begonnen is. Verschillende factoren kunnen hierbij aan de basis liggen, bijvoorbeeld te lage angst waardoor men minder gaat rekening houden met signalen van negatieve effecten. Ook hersenbeschadiging kan inhibitieproblemen veroorzaken.
Bij deze vorm van impulsiviteit zijn mensen niet ongevoelig voor negatieve consequenties, maar ze merken alleen de signalen veel moeilijker op en remmen daardoor veel trager af. Bijvoorbeeld bij overmatig eten zijn er mensen die de tekenen van verzadiging veel moeilijker opmerken.

### Impulsiviteit als gevolg van zwakke aandacht en zwakke stimulusdiscriminatie
Soms vertonen mensen gedrag dat in de regel niet als afwijkend wordt gezien, maar het gedrag valt op omdat het niet bij de betreffende situatie past. Dit kan te maken hebben met aandachtsproblemen: mensen zijn te weinig attent op wat er gaande is. Of ze kunnen de situatie onvoldoende inschatten, omdat ze de signalen niet opmerken of deze verkeerd interpreteren. Het onderscheid maken tussen verschillende situaties noemt men stimulusdiscriminatie: het kunnen discrimineren of onderscheiden van omstandigheden en van wat daarin past of niet.

### Impulsief gedrag als gevolg van delay discounting
Delay discounting betekent dat de subjectieve waarde van beloningen of gevolgen vermindert met de afstand in de tijd. Soms is er sprake van een grotere delay discounting of een snellere ontwaarding, waardoor mensen vaker kiezen voor kleinere beloningen op korte termijn in plaats van grotere, belangrijkere consequenties op langere termijn. Het gaat hier met andere woorden op een sterker korte-termijn-denken. Deze vorm van impulsiviteit is onder meer bekend bij verslaving.

## Impulsiviteit en hersenen
Bepaalde aspecten van impulsiviteit, zoals het onvermogen een drang of gedachte te onderdrukken of een gebrekkige concentratie hangen samen met het functioneren van de prefrontale cortex. Zo blijkt onderdrukking of inhibitie van gedrag gerelateerd aan gebieden in de dorsale prefrontale cortex. Inhibitie vormt ook een belangrijk aspect van zogeheten executieve controle. Andere subvormen van impulsiviteit zoals een gebrek aan sociale of emotionele controle hangen mogelijk samen met andere functies en gebieden in de prefrontale cortex. Recent onderzoek op het terrein van neurobiologie laat zien dat verschillende subvormen van impulsiviteit onafhankelijk van elkaar door bepaalde psychofarmaca kunnen worden beïnvloed. Ook dit is een aanwijzing dat verschillende subvormen met verschillende hersenfuncties samenhangen.

## Meten van impulsiviteit
Een veel gebruikt instrument voor het meten van impulsiviteit is de BIS (Barratt Impulsiveness Scale), of de impulsiviteit-subschaal van de Eysenck vragenlijsten. De Behavioural Inhibition System/Behavioural Activation System (BIS/BAS) vragenlijst is gebaseerd op de persoonlijkheidstheorie van Jeffrey Gray die onderscheid maakt tussen twee hoofddimensies BIS en BAS.  Ook bestaat er een spanningsbehoeftevragenlijst die bepaalde aspecten van impulsief gedrag meet.
Omdat impulsiviteit zoveel vormen heeft, is het niet te vatten met één enkele meetinstrumenten. Afhankelijk van het type impulsiviteit kan gezocht worden naar de meest gepaste test of vragenlijst. Zo zijn bijvoorbeeld voor het meten van delay discounting verschillende instrumenten ontwikkeld.